# Lục quân Hoa Kỳ
Lục quân Hoa Kỳ là một quân chủng của Quân đội Hoa Kỳ có trách nhiệm với các chiến dịch quân sự trên bộ. Đây là một trong những quân chủng lâu đời và lớn nhất về quân sự của Hoa Kỳ, và là một trong 8 lực lượng đồng phục của Hoa Kỳ (uniformed services). Lục quân hiện đại có nguồn gốc từ Lục quân Lục địa được thành lập vào ngày 14 tháng 6 năm 1775, trước khi Hoa Kỳ được khai sinh để đáp ứng nhu cầu cho Chiến tranh Cách mạng Mỹ. Quốc hội Liên hiệp (Congress of the Confederation) thành lập Lục quân Hoa Kỳ vào ngày 14 tháng 6 năm 1784 sau khi kết thúc chiến tranh để thay thế Lục quân Lục địa bị giải tán. Lục quân tự xem mình là hậu duệ của Lục quân Lục địa và vì thế coi ngày thành lập của mình chính là ngày thành lập của lực lượng Lục quân Lục địa.
Nhiệm vụ chính của Lục quân Hoa Kỳ là "cung ứng các lực lượng và khả năng cần thiết... để hỗ trợ chiến lược phòng vệ và an ninh quốc gia." Lục quân Hoa Kỳ được điều hành và chỉ huy bởi Bộ Lục quân Hoa Kỳ, đây là một trong ba bộ quân sự trực thuộc Bộ Quốc phòng Hoa Kỳ. Người lãnh đạo dân sự là Bộ trưởng Lục quân Hoa Kỳ. Sĩ quan quân sự cao cấp nhất trong bộ là Tham mưu trưởng Lục quân Hoa Kỳ trừ khi Tổng tham mưu trưởng Liên quân Hoa Kỳ hay Tổng tham mưu phó Liên quân Hoa Kỳ là sĩ quan lục quân. Lục quân hiện dịch hiện có 475.000 quân, Lục quân Vệ binh Quốc gia có 342.000 quân và Lục quân Trừ bị Hoa Kỳ có 198.000 quân. Tính chung tất cả thì tổng lực lượng lên đến 1.015.000 quân (năm tài khóa 2016).

## Sứ mạng
Lục quân Hoa Kỳ phục vụ với vai trò là binh chủng trên bộ của Quân đội Hoa Kỳ. Mục §3062 trong Điều 10 Bộ luật Hoa Kỳ đã định nghĩa mục đích của Lục quân như sau:
- Duy trì hòa bình và an ninh, cung ứng lực lượng bảo vệ Hoa Kỳ, các thịnh vượng chung, thuộc địa, và bất cứ vùng đất nào mà Hoa Kỳ chiếm giữ.
- Hỗ trợ các chính sách của quốc gia.
- Thực thi các mục tiêu của quốc gia.
- Vượt lên chiến thắng bất cứ quốc gia nào có những hành động gây hấn mà đe dọa hòa bình và an ninh của Hoa Kỳ.

### Nguồn gốc

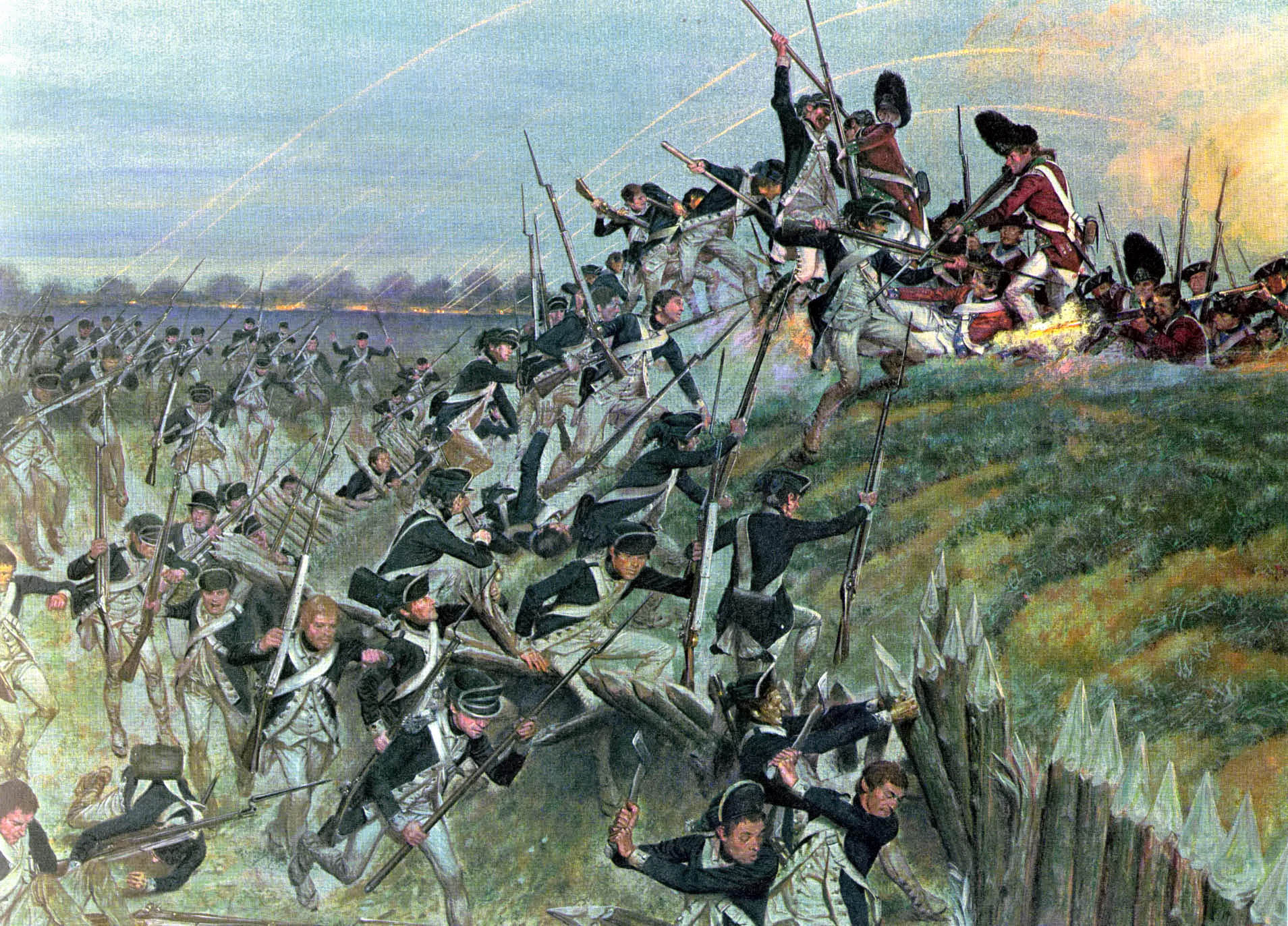
Tấn công đồn số 10 trong trận bao vây Yorktown.

### Thế kỷ XIX

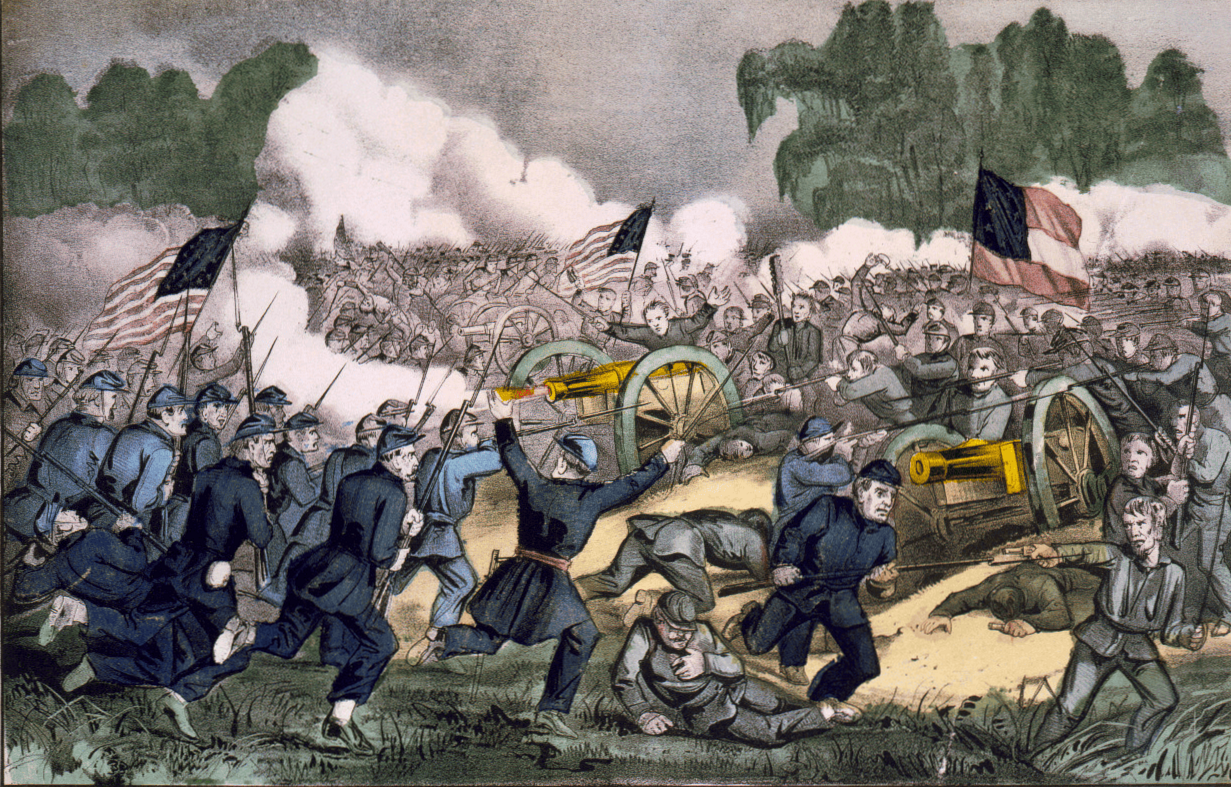
Trận Gettysburg, bước ngoặt của Nội chiến Hoa Kỳ

### Thế kỷ XX

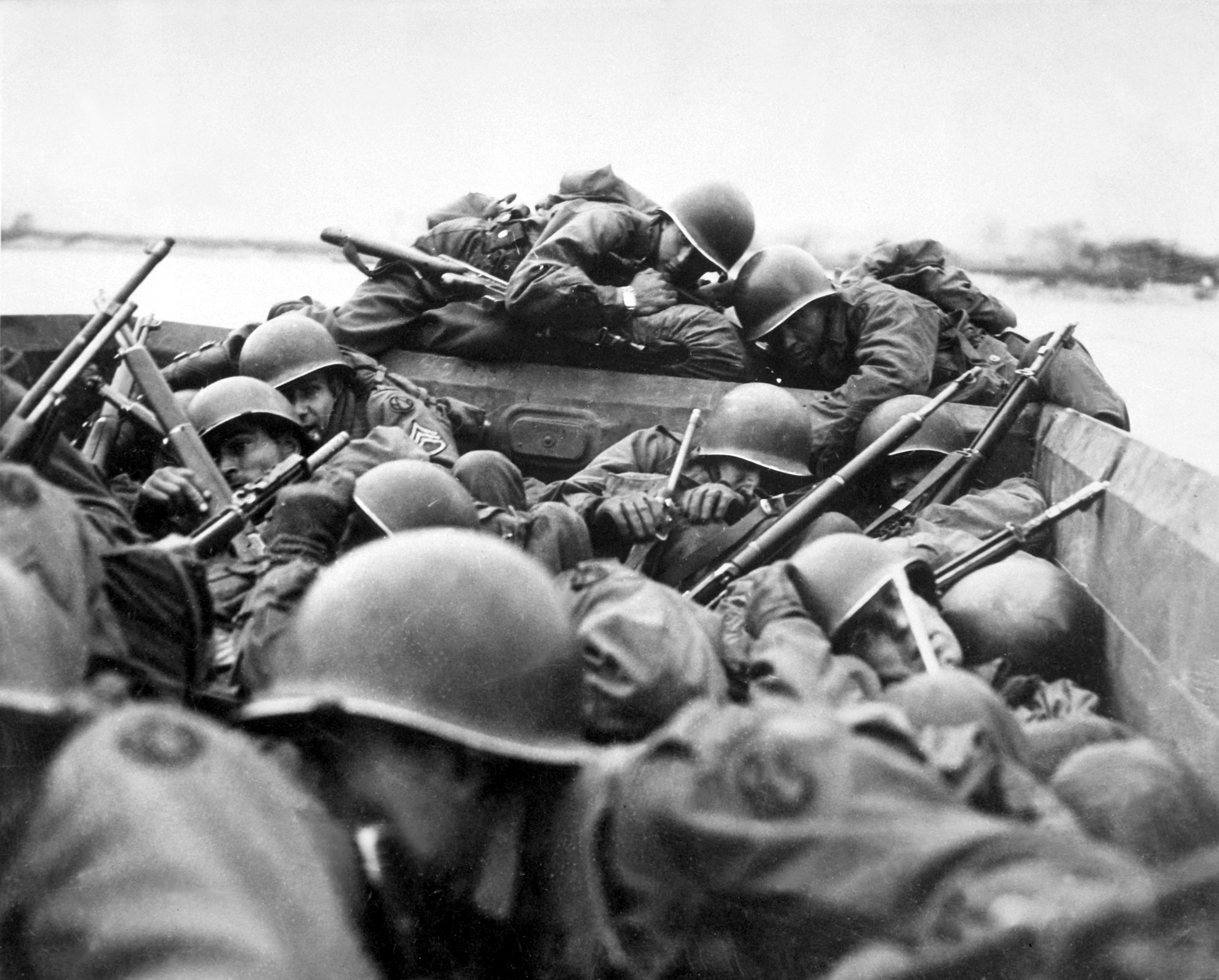
Binh sĩ thuộc Sư đoàn Bộ binh 89 thuộc Lục quân Hoa Kỳ vượt sông Rhine bằng tàu, năm 1945.

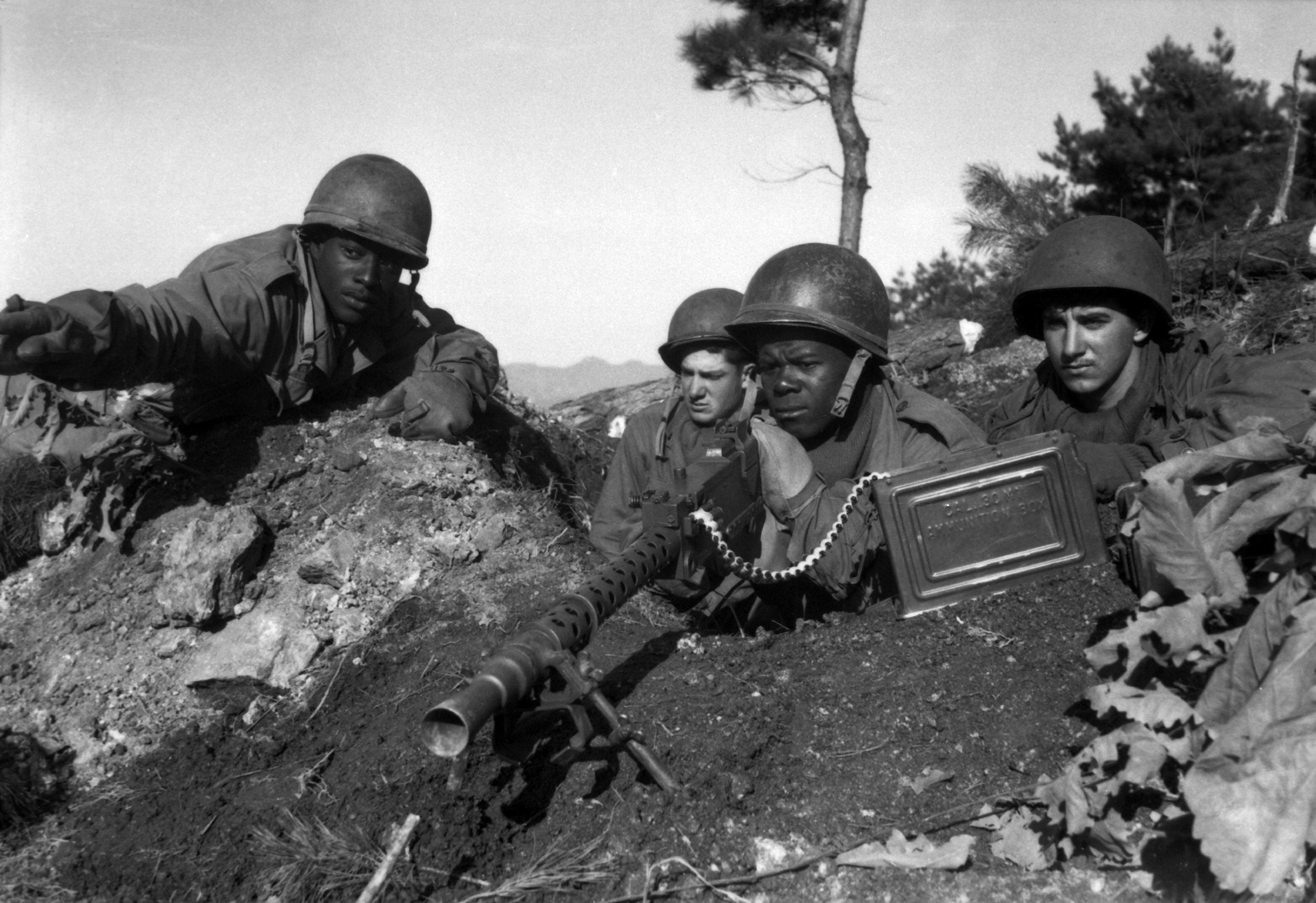
Binh sĩ thuộc Sư đoàn Bộ binh số 2 đang chốt giữ một khẩu súng máy trong Chiến tranh Triều Tiên

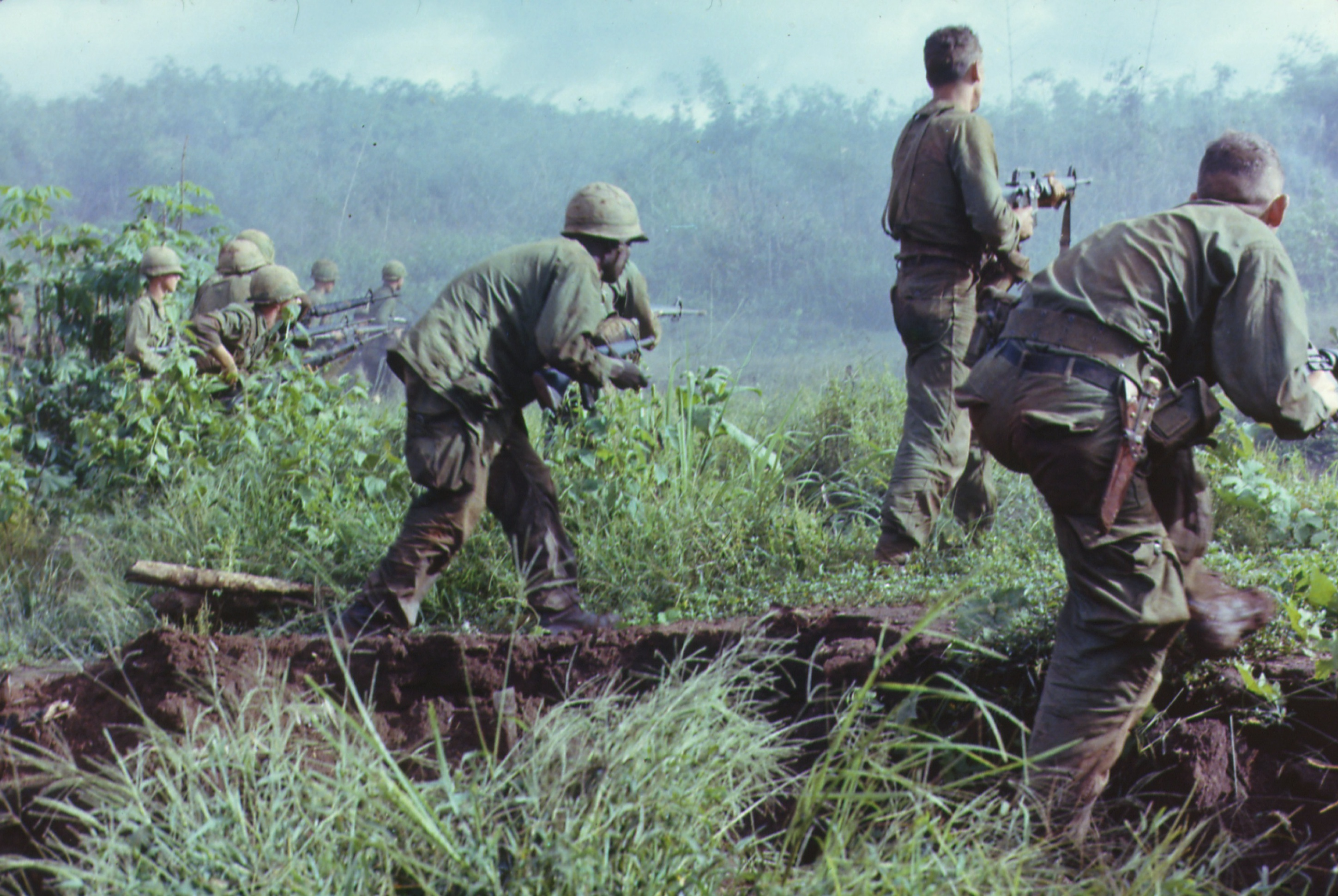
Một toán bộ binh Hoa Kỳ đang tấn công một vị trí ở Đăk Tô trong Chiến dịch Hawthorne, Chiến tranh Việt Nam

### Thế kỷ XXI

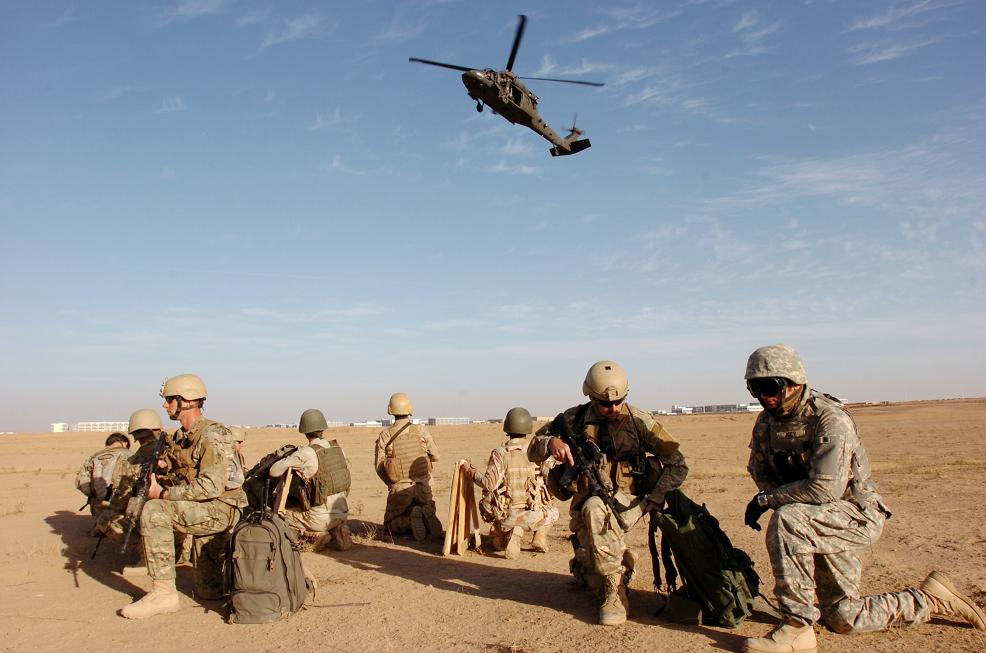
Binh sĩ Hoa Kỳ và Iraq tuần tra biên giới tại Iraq.

### Các bộ phận của Lục quân Hoa Kỳ

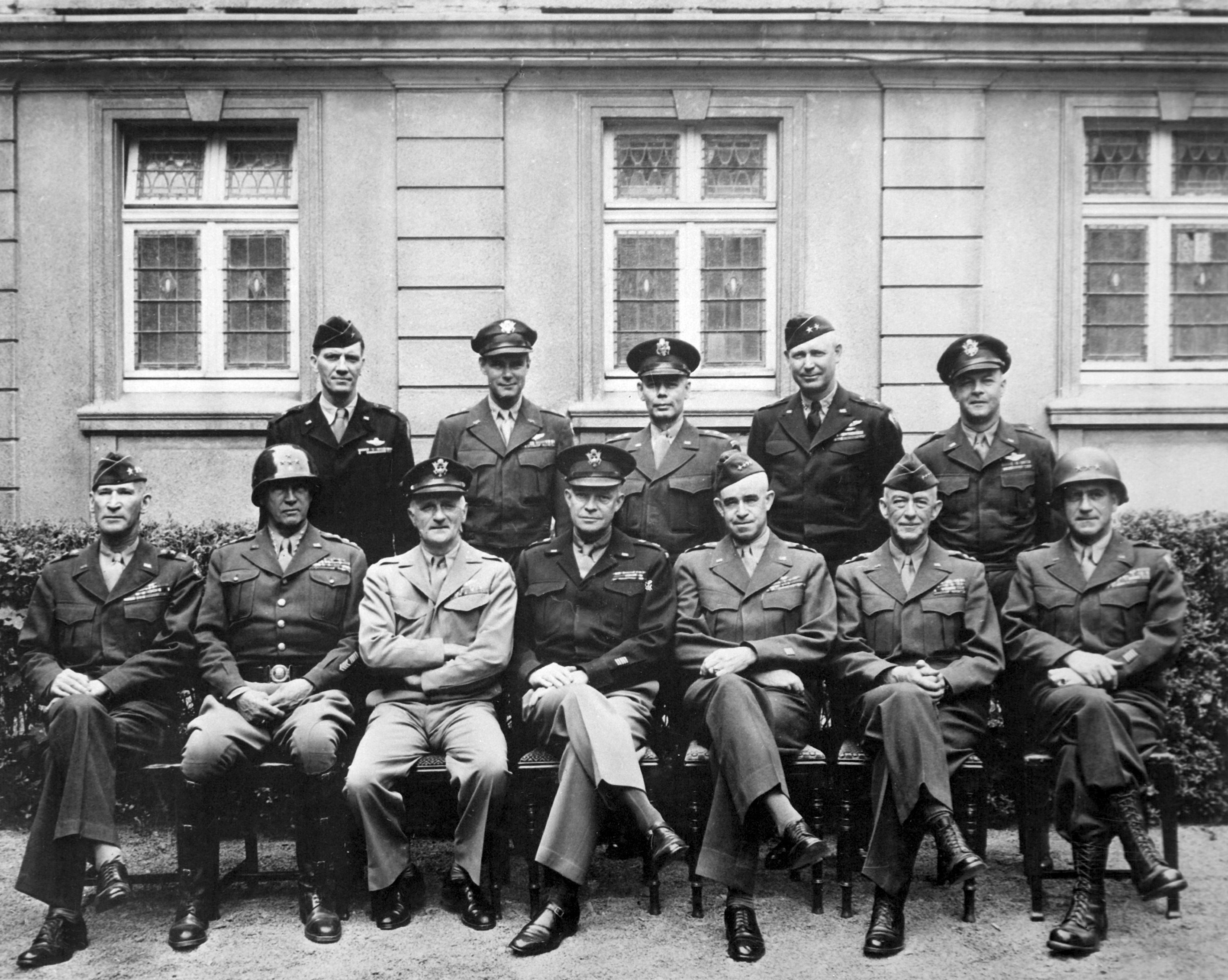
Các tướng lãnh Hoa Kỳ trong Chiến tranh thế giới thứ hai tại châu Âu:
hàng phía sau (từ trái sang phải): Ralph Francis Stearley, Hoyt Vandenberg, Walter Bedell Smith, Otto P. Weyland, Richard E. Nugent;
hàng phía trước: William Hood Simpson, George S. Patton, Carl Andrew Spaatz, Dwight D. Eisenhower, Omar Bradley, Courtney Hodges, Leonard T. Gerow.

### Cơ cấu

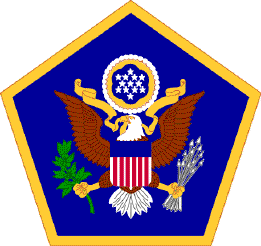
Phù hiệu cầu vai Lục quân Hoa Kỳ cấp đại đội

### Tổ chức lực lượng chiến đấu chính quy

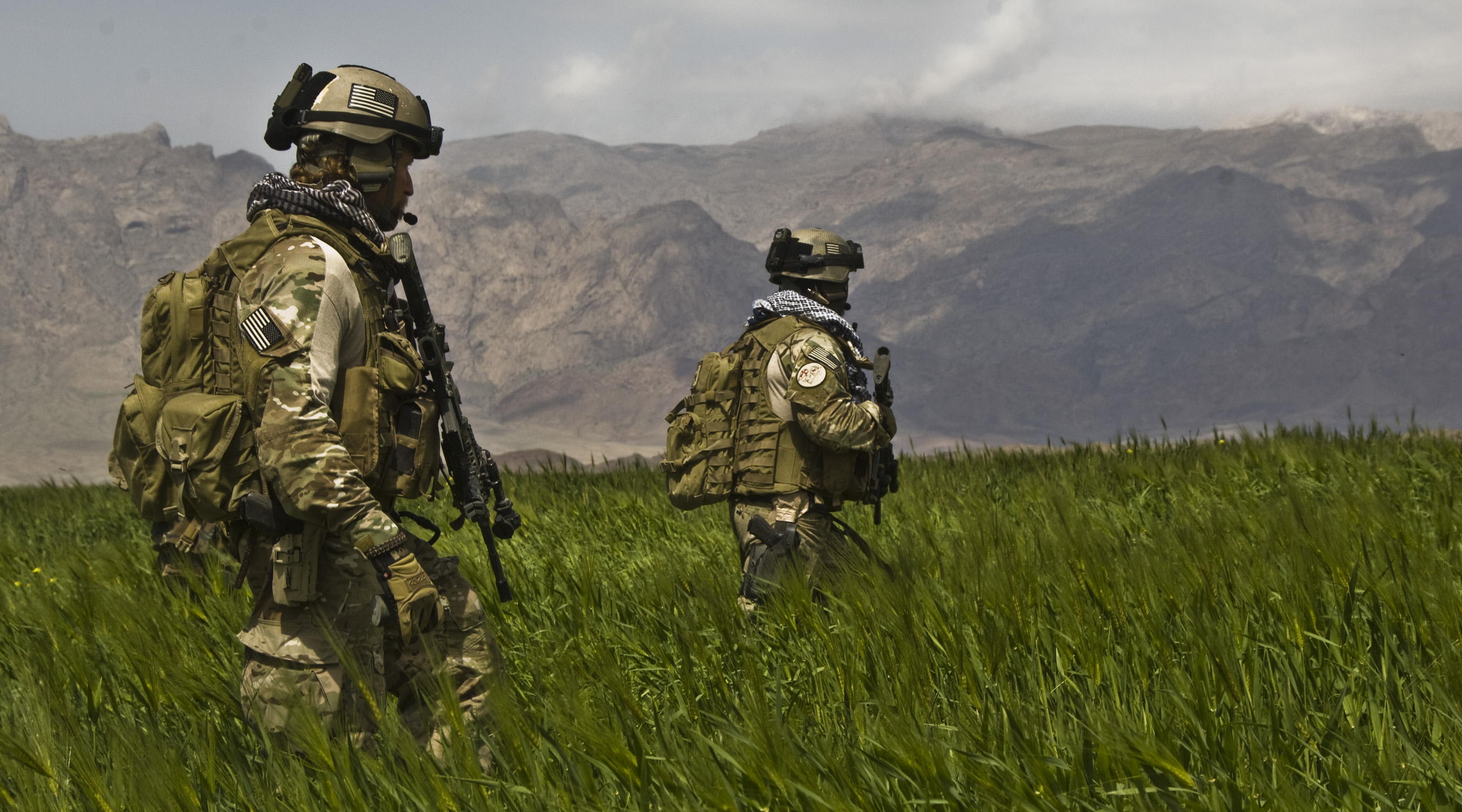
Binh sĩ Lục quân Hoa Kỳ tham gia tuần tra trên một cánh đồng ở Afghanistan

## Lịch sử